# Саджил (ракета)
Саджи́л (перс. سجیل‎ — «Терракота») — семейство баллистических ракет средней дальности, разработанное в Иране в 2008—2009 годах. Боевая часть отделяемая.

## Саджил-1
Одноступенчатая твердотопливная ракета первой серии с дальностью 1930 км была испытана 12 ноября 2008 года на космодроме Семнан. Применение на ракете твердотопливного двигателя вместо двигателя на жидких компонентах свидетельствует о значительном прогрессе в области технологий ракетостроения и позволяет Ирану значительно повысить боеготовность стратегических сил за счет уменьшения времени требующегося для подготовки ракеты к пуску, а также улучшить эксплуатационные характеристики ракет, такие как безопасность и простота хранения.

## Саджил-2
Первая ракета второй серии была впервые запущена 20 мая 2009 года. По сравнению с первой серией, её дальность была доведена до 2500 км, уменьшен параметр КВО, а также увеличена скорость на старте. Саджил-2 была также успешно испытана в ходе военных учений «Великий Пророк — IV» 28 сентября 2009 года.